# Acanthastrea subechinata
Acanthastrea subechinata là một loài san hô trong họ Mussidae. Loài này được Veron mô tả khoa học năm 2002.